# Meteorite Cars

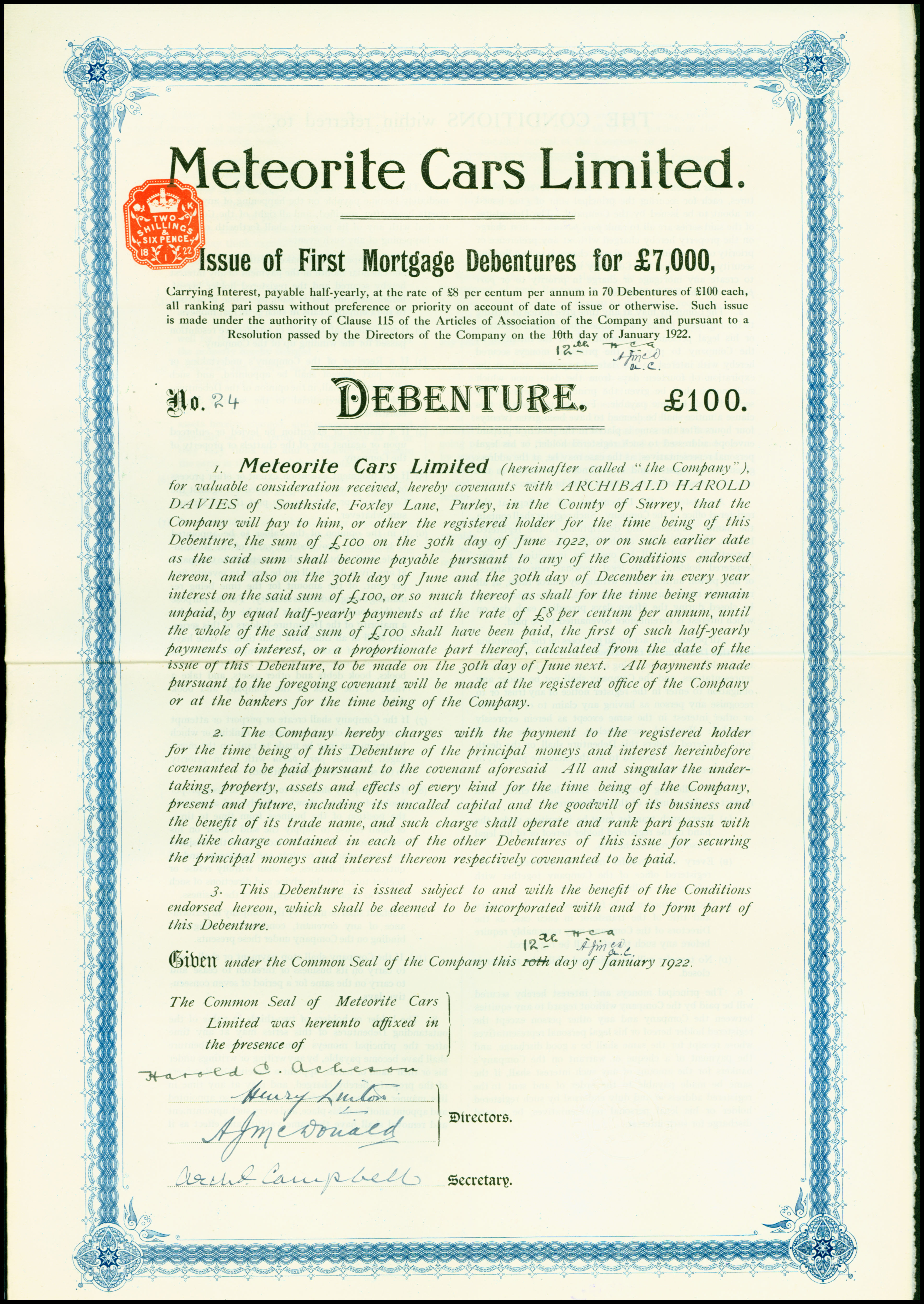
Schuldverschreibung der Meteorite Cars Ltd. vom 12. Januar 1922

Die Meteorite Cars Ltd. war ein britischer Automobilhersteller in London. Von 1912 bis 1924 wurden dort Wagen unterschiedlicher Größe gebaut.

## Beschreibung
Der Meteorite 8 hp wurde 1912 vorgestellt und besaß einen luftgekühlten V2-Motor mit 1,0 Liter Hubraum. Dieses Cyclecar wurde bis 1919 gefertigt.
1914 erschien der Meteorite 10 hp mit Reihenvierzylindermotor. Sein Hubraum wuchs während der Bauzeit bis 1916 von 1,25 Liter auf 1,3 l. Der Radstand betrug 2591 mm.
Spitzenmodell war der Meteorite 20.9 hp von 1915. Er war mit einem Sechszylinder-Reihenmotor mit 2,9 Liter Hubraum ausgestattet. Auch der Radstand von 3404 mm zeigt seine Größe an.
Nach dem Ersten Weltkrieg war Meteorite 10.8 hp 1919 wieder das erste neue Modell. Der seitengesteuerte Vierzylindermotor besaß 1,5 Liter Hubraum und entwickelte 21 bhp (15,4 kW). Sein Radstand war 2667 mm.
1924 ersetzte ihn der Meteorite 12 hp mit 1,8 Liter Hubraum auf unverändertem Fahrgestell.
Ihm wurde im gleichen Jahr der Meteorite 13.8 hp (später Meteorite 14/30 hp) zur Seite gestellt. Dieser Wagen hatte wieder einen Sechszylinder-Reihenmotor, diesmal aber mit nur 1,7 Liter Hubraum. Der Radstand des Wagens betrug 2972 mm.
1924 wurde das Unternehmen aufgelöst.

## Modelle
| Modell             | Bauzeitraum | Zylinder | Hubraum       | Leistung         | Radstand |
| ------------------ | ----------- | -------- | ------------- | ---------------- | -------- |
| 8 hp               | 1912–1919   | 2 V      | 961 cm³       |                  |          |
| 10 hp              | 1914–1916   | 4 Reihe  | 1244–1328 cm³ |                  | 2591 mm  |
| 20,9 hp            | 1915        | 6 Reihe  | 2916 cm³      |                  | 3404 mm  |
| 10,8 hp            | 1919–1924   | 4 Reihe  | 1498 cm³      | 21 bhp (15,4 kW) | 2667 mm  |
| 12 hp              | 1924        | 4 Reihe  | 1795 cm³      |                  | 2667 mm  |
| 13,8 hp / 14/30 hp | 1924        | 6 Reihe  | 1696 cm³      |                  | 2972 mm  |

Der Brite H. W. Williams entdeckte in den 1960er oder 1970er Jahren das Wrack eines Meteorite-Fahrzeugs von 1924 und restaurierte es über einen Zeitraum von vier Jahren. Das Fahrzeug gilt als das einzige, das noch existiert.

## Humphreys und Elephant
C. E. Humphreys aus Bedford übernahm 1924 die Restbestände und bot die Fahrzeuge bis 1930 als Humphreys an. Dann übernahm die Elephant Motors Limited aus London die Reste. Es ist unklar, ob und unter welchem Markennamen Elephant Fahrzeuge verkaufte.